# Robson Alves da Silva
Robson Alves da Silva, noto anche con lo pseudonimo di Robson (Rio de Janeiro, 3 novembre 1986), è un ex calciatore brasiliano, di ruolo centrocampista.

## Palmarès

### Club

#### Competizioni nazionali
- Coppa del Brasile: 1

Flamengo: 2006

#### Competizioni statali
- Campionato Carioca: 2

Flamengo: 2004, 2007
- Taça Guanabara: 2

Flamengo: 2004, 2007